# Responsabilité de la direction
 (avril 2023).
Si vous disposez d'ouvrages ou d'articles de référence ou si vous connaissez des sites web de qualité traitant du thème abordé ici, merci de compléter l'article en donnant les références utiles à sa vérifiabilité et en les liant à la section « Notes et références ».
Au sens de la norme ISO 9001, la Responsabilité de la Direction couvre toutes les exigences de définition d'une politique qualité, de mise à disposition des ressources et de mesure générale de la performance de l'entreprise. La direction doit également mettre en œuvre une politique générale de communication ayant trait, en particulier, aux exigences et attentes du client.
En 2015, cette notion est remplacée dans la norme ISO 9001 par celle de leadership.